# Halimolobos jaegeri
Halimolobos jaegeri är en korsblommig växtart som först beskrevs av Philip Alexander Munz, och fick sitt nu gällande namn av Reed Clark Rollins. Halimolobos jaegeri ingår i släktet Halimolobos och familjen korsblommiga växter. Inga underarter finns listade i Catalogue of Life.